# Gunung Pinengsicanek
Gunung Pinengsicanek är ett berg i Indonesien.   Det ligger i provinsen Aceh, i den västra delen av landet, 1 700 km nordväst om huvudstaden Jakarta. Toppen på Gunung Pinengsicanek är 1 558 meter över havet, eller 74 meter över den omgivande terrängen. Bredden vid basen är 1,5 km.
Terrängen runt Gunung Pinengsicanek är huvudsakligen kuperad, men åt nordost är den bergig. Runt Gunung Pinengsicanek är det ganska tätbefolkat, med 155 invånare per kvadratkilometer. I omgivningarna runt Gunung Pinengsicanek växer i huvudsak städsegrön lövskog.